# Seznam kamenů zmizelých na Malé Straně

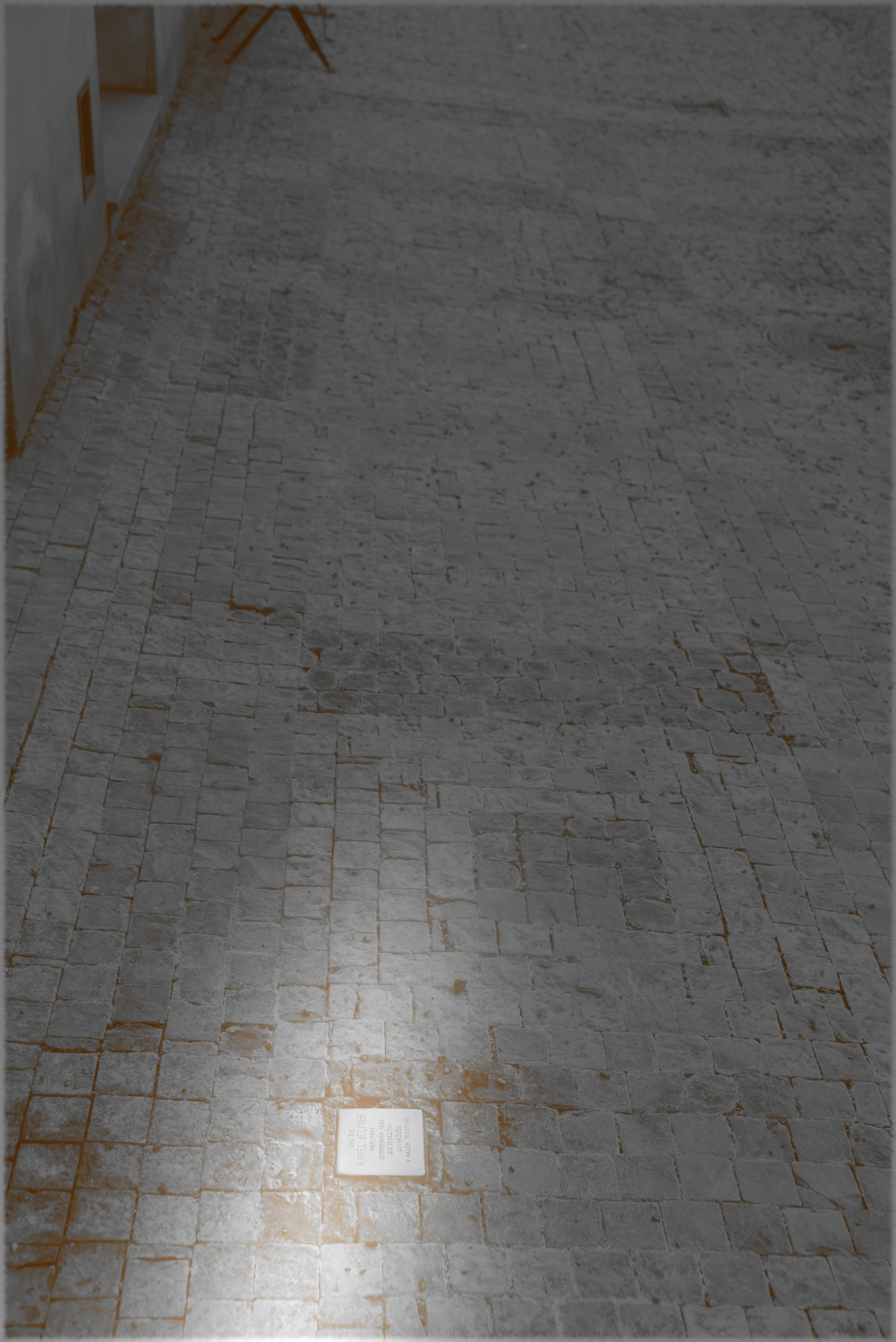
Stolperstein na Malé Straně

Seznam kamenů zmizelých na Malé Straně (městská čtvrť Prahy) obsahuje pamětní kameny obětem nacismu na Malé Straně. Jsou součástí celoevropského projektu Stolpersteine německého umělce Guntera Demniga. Kameny zmizelých jsou věnovány osudu těch, kteří byli nacisty deportováni, vyhnáni, zavražděni nebo spáchali sebevraždu.
Kameny zmizelých se zpravidla nacházejí před posledním místem pobytu obětí. První instalace v Praze se uskutečnila 8. října 2008.

## Stolpersteine
| Obrázek | Nápis                                                                                   | Bydliště                                                 | Jméno, život  |
| ------- | --------------------------------------------------------------------------------------- | -------------------------------------------------------- | ------------- |
|         | ZDE ŽIL KAREL JELINEK NAR. 1895 DEPORTOVÁN 1942 DO TEREZÍNA ZAVRAŽDĚN V MALÉM TROSTINCI | Praha, Zborovská 84/60 50°4′49″ s. š., 14°24′25″ v. d.   | Karel Jelinek |
|         | ZDE ŽIL ARTUR LASCH NAR. 1881 DEPORTOVÁN 1942 DO TEREZÍNA ZAVRAŽDĚN V OSVĚTIMI          | Praha, Thunovská 197/17 50°5′21″ s. š., 14°24′6″ v. d.   | Artur Lasch   |
|         | ZDE ŽIL JUDR. PŘEMYSL ŠÁMAL NAR. 1867 ZATČEN 1940 ZAVRAŽDĚN 9.3.1941 V BERLÍNĚ          | Praha, Karmelitská 382/14 50°5′9″ s. š., 14°24′15″ v. d. | Přemysl Šámal |

## Data pokládání kamenů
Data pokládání kamenů zmizelých na Malé Straně:
- 13. června 2011: Zborovská 84/60
- 28. října 2012: Thunovská 197/17
- 21. července 2013: Karmelitská 382/14